# سویتتسه
سویتتسه (به چکی: Světce) یک منطقهٔ مسکونی در جمهوری چک است که در ناحیه ییندریخوف هرادتس واقع شده‌است. سویتتسه ۷٫۵۷ کیلومتر مربع مساحت و ۱۵۵ نفر جمعیت دارد و ۴۴۰ متر بالاتر از سطح دریا واقع شده‌است.